# Шерпур (округ)
Шерпур (бенг. শেরপুর জেলা, англ. Sherpur District) — округ на севере Бангладеш, в области Маймансингх. Образован в 1984 году из части территории округа Маймансингх. Административный центр — город Шерпур. Площадь округа — 1364 км². По данным переписи 2001 года население округа составляло 1 246 511 человек. Уровень грамотности взрослого населения составлял 32,4 %, что ниже среднего уровня по Бангладеш (43,1 %). 95 % населения округа исповедовало ислам, 4 % — индуизм.

## Административно-территориальное деление
Округ состоит из 5 подокругов.
Подокруга (центр)
1. Джхенайгати (Джхенайгати)
2. Накла (Накла)
3. Налитабари (Налитабари)
4. Шерпур-Садар (Шерпур)
5. Шрибарди (Шрибарди)